# Ravel (Puy-de-Dôme)
Ravel település Franciaországban, Puy-de-Dôme megyében. Lakosainak száma 767 fő (2022. január 1.). Ravel Bort-l’Étang, Glaine-Montaigut, Lezoux és Moissat községekkel határos.

## Népesség
A település népessége az elmúlt években az alábbi módon változott:
| Lakosok száma | 691  | 696  | 722  | 727  | 747  | 762  | 783  | 794  | 767  |
|               | 2013 | 2015 | 2016 | 2017 | 2018 | 2019 | 2020 | 2021 | 2022 |